# ヤツガタケムグラ
ヤツガタケムグラ（八ガ岳葎、学名：Galium triflorum）は、アカネ科アカネ亜科ヤエムグラ属の多年草。

## 特徴
茎は下部では横に広がり、上部は斜上して、長さは20-40(-60)cmになる。茎は4稜があって、稜上には下向きの刺がある。葉はふつう6個が輪生し、葉身は長さ1-3cm、狭長楕円形で、先端はやや白い刺状になり、裏面の中央葉脈に下向きの鉤状毛がまばらに生える。
花期は7月。茎の先端および上部の葉腋から、葉の同じ長さか葉よりやや長い花序を出し、3個前後の小さな花をつける。萼には先が曲がった長毛が生える。花冠は径2mm、緑白色で先は4裂する。雄蕊は4個あり、子房は2室に分かれ、各室に1個の胚珠がある。果実は径1-1.5mm、2個の分果からなり、各分果に1個の種子がある。分果には白く先が鉤状に曲がった長毛が密に生える。

## 分布と生育環境
日本では、本州の中部地方の八ヶ岳と南千島・北海道に分布し、深山の林中にごくまれに見られる。2015年には、群馬県の「利根沼田地域」で生育が確認された。世界では、ヨーロッパ、アメリカの温帯北部から亜寒帯に広く分布する。

## 名前の由来
和名ヤツガタケムグラは「八ガ岳葎」の意。1907年（明治40年）8月に八ヶ岳中腹において植物講習会が開催された際に、牧野富太郎によって採集された Galium triflorum Michx. (1803) に、牧野が「やつがだけむぐら」の和名をつけた。ムグラ（葎）は、草むら、藪の意味がある。
種小名（種形容語）triflorum は、「三花の」の意味。

## 種の保全状況評価
- 絶滅危惧IA類 (CR)（環境省レッドリスト）

都道府県のレッドデータ、レッドリストの選定状況は次の通り。群馬県-絶滅危惧IA類（CR）、長野県-絶滅危惧II類（VU）

## ギャラリー

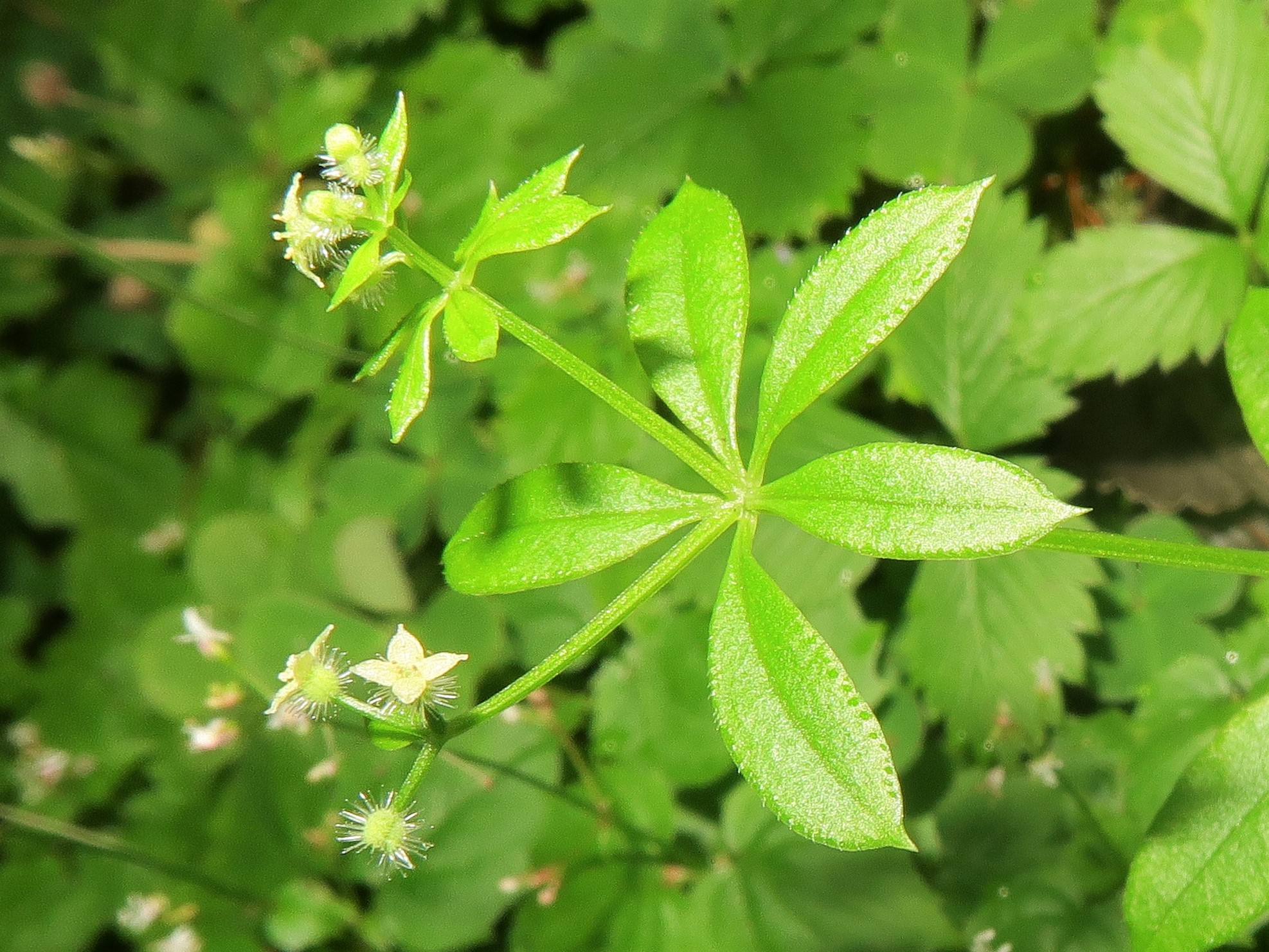
茎の先端および上部の葉腋から花序を出し、3個前後の小さな緑白色の花をつける。萼には先が曲がった長毛が生える。
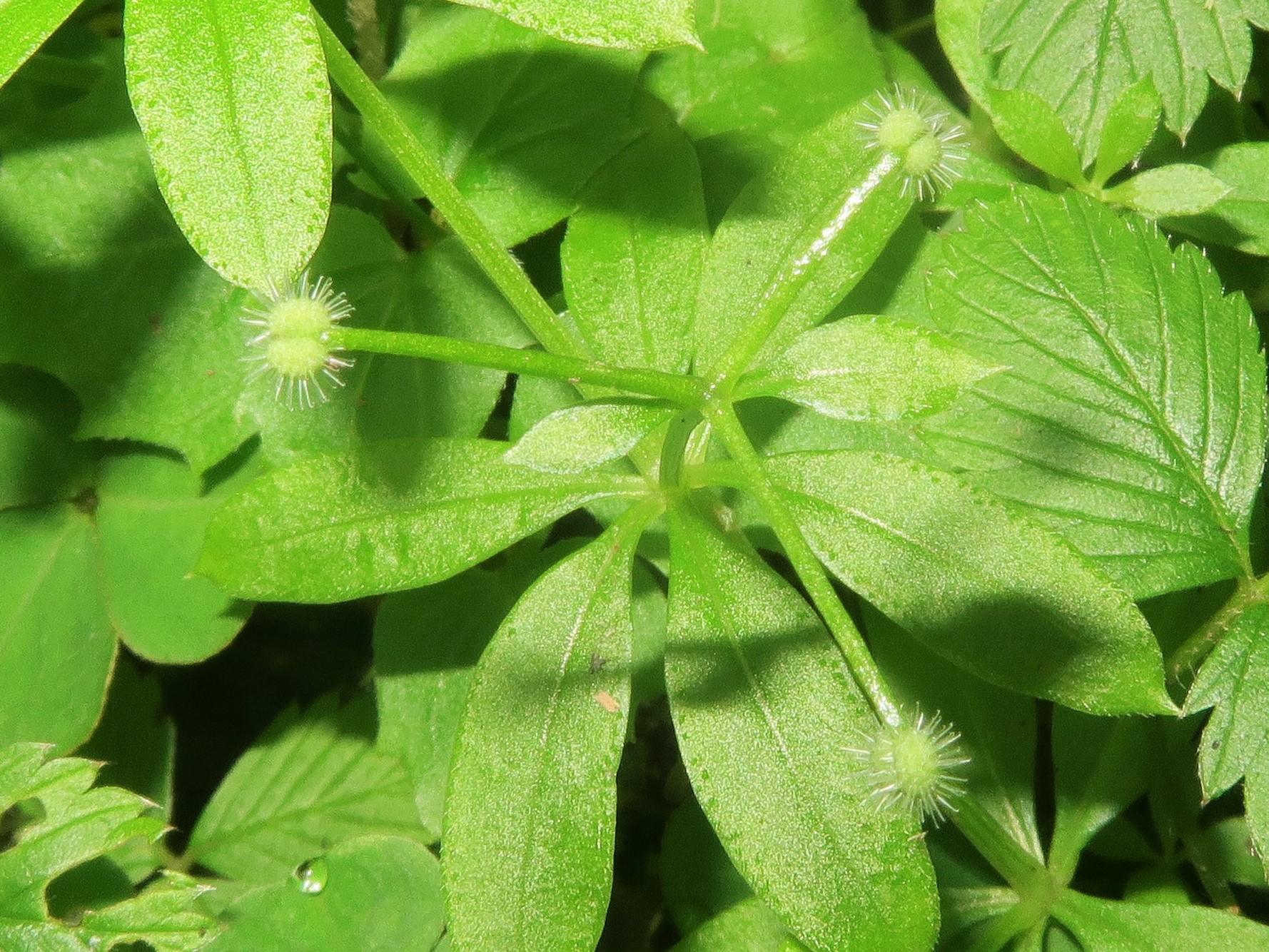
果実は2個の分果からなり、分果には白く先が鉤状に曲がった長毛が密に生える。
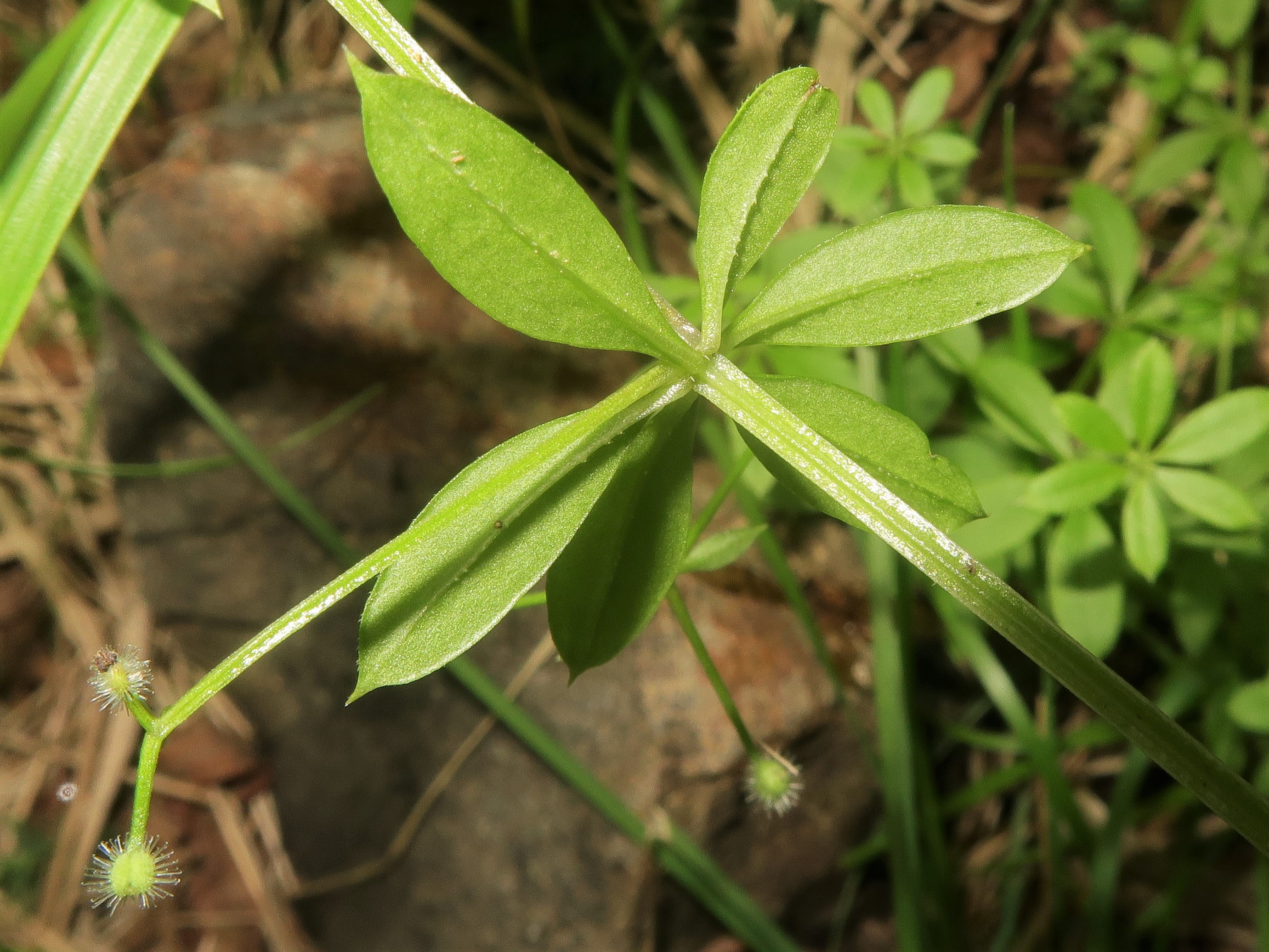
葉の裏面の中央葉脈に下向きの鉤状毛がまばらに生える。
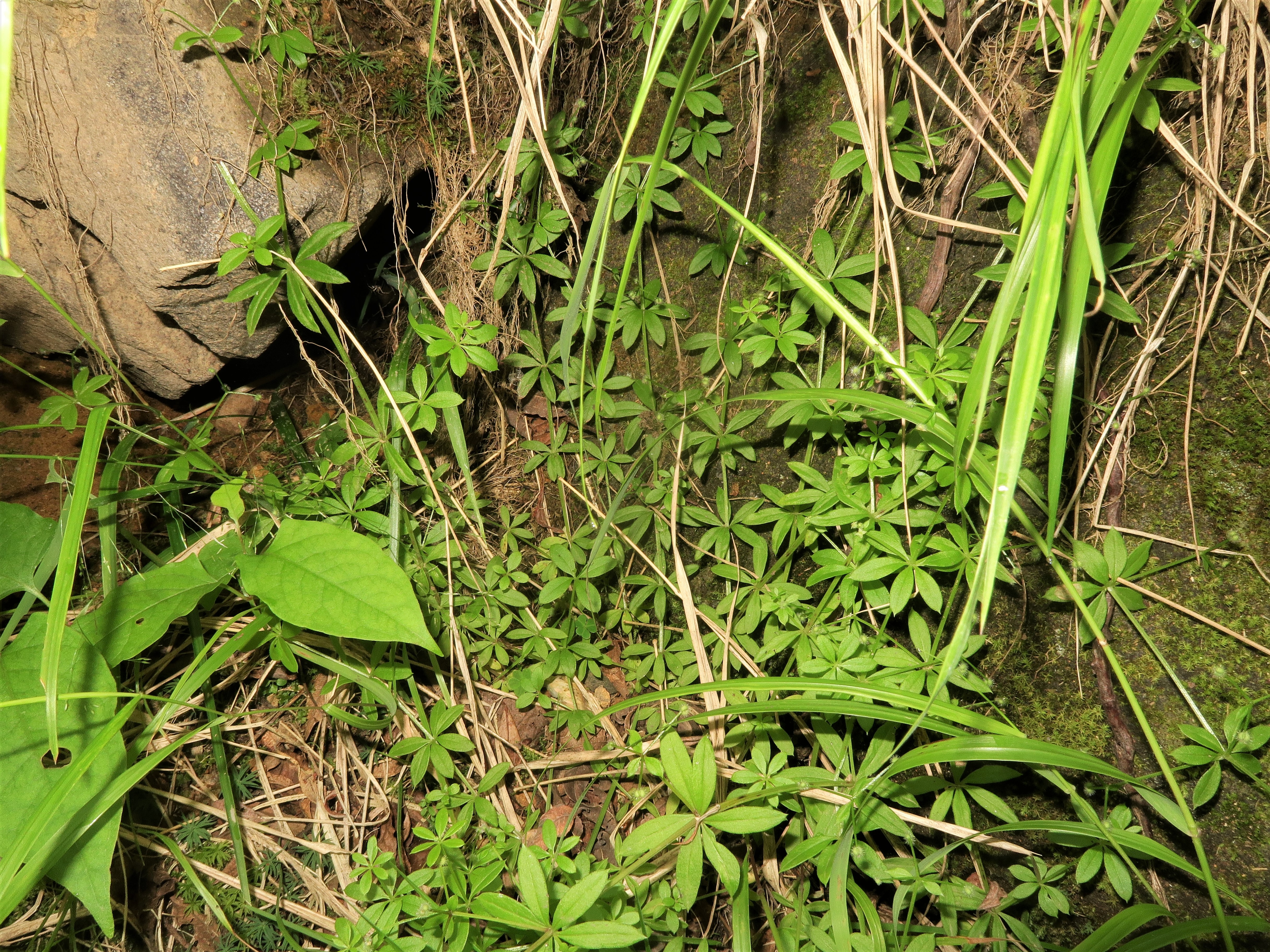
茎は下部では横に広がり、上部は斜上して、長さは20-60cmになる。